# さっぽろ夏まつり

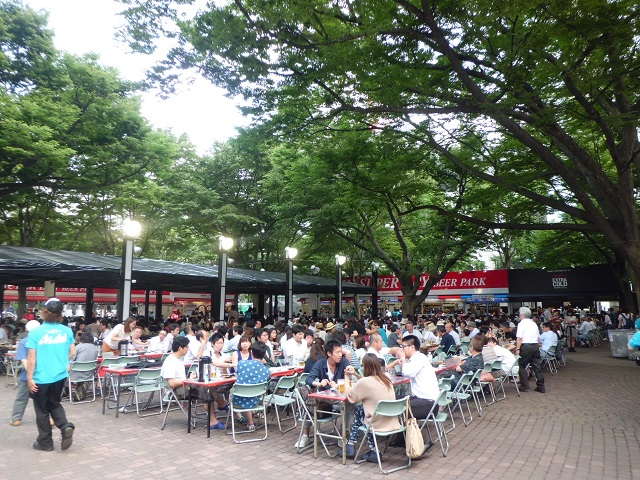
さっぽろ大通ビアガーデン2015

さっぽろ夏まつり（さっぽろなつまつり）は、北海道札幌市中央区で毎年7月21日から8月20日の1か月間行われる各種イベントの総称である。メイン会場である同区の大通公園では、福祉協賛納涼ビアガーデンや北海盆踊り、雑貨販売のさっぽろバザールが催され、豊平川南大橋付近では新聞社主催の花火大会が行われる。
大手ビール4社やその他の企業らがそれぞれ数百席規模のビアガーデンを出店し、ここでのビール消費量は北海道の気候を反映するといわれ、地元の新聞テレビといったマスコミのトピックとしてよく取り上げられる。
イベント期間内の7月中の金曜日には、北海道新聞社と北海道文化放送の主催による花火大会が豊平川南大橋河川敷で開催される。かつてはその翌週に読売新聞社主催の花火大会（2007年まで。以降は夕張市「ゆうばり夏まつり」へ移行）が、さらにその翌週には朝日新聞北海道支社と北海道テレビ放送の主催による花火大会（2009年まで）が同じ場所で開催され、3週連続で花火大会が行われていた。